# Xélias
Os chleuhs, shleuh, shilha, shluh ou, em português, xélias (em berbere: achelḥi [ašəlḥi]; plural ichelḥiyen [išəlḥiyn]) são uma etnia berbere do sudoeste de Marrocos, que habitam nas montanhas no Alto Atlas, Antiatlas e no vale do Suz e para sul até Guelmim, a chamada "Porta do Sara". A sua língua nativa é o xélia (tachelhit), uma das principais línguas berberes marroquinas, a qual tem várias variantes regionais.
No início do século XXI estimava-se a população xélia em aproximadamente 8,5 milhões (8 milhões em Marrocos e 400 000 em França, onde representam metade da comunidade imigrante marroquina). Os povos indígenas da costa central de Marrocos, mencionadas pelos primeiros exploradores fenícios podem ter sido xélias. Hanão, o explorador cartaginês de meados do 1,º milénio a.C. descreveu os métodos usados pelos cartagineses para comerciarem pacificamente os povos nativos da área de Mogador.

## Designação
Na sua obra Le Maroc inconnu ("O Marrocos desconhecido"), o missionário e antropólogo francês Auguste Mouliéras (1855  1931), o nome da etnia provém do berbere acluḥ (plural icelḥin), que significa "esteira de junco, de esparto ou de palmeira", o material com que faziam as suas tendas.
O termo foi também usado durante a Segunda Guerra Mundial para designar pejorativamente os alemães, ou seja, como sinónimo de "boche". O humorista e resistente Pierre Dac compôs uma canção intitulada J'vais m'faire Chleuh ("vou fazer-me xélia"). A origem desta associação remonta à criação do Protetorado Francês em Marrocos em 1912, face à rivalidade da Alemanha, que também cobiçava o controlo do país. Pierre Dac retomou o uso do termo pelos militares franceses, que enfrentaram uma forte resistência dos combatentes marroquinos, cuja pacificação só foi concluída em 1934.